# ارنست دلو
ارنست دلو (انگلیسی: Ernest Deleu) ژیمناست هنری اهل بلژیک بود. از افتخارات وی میتوان به کسب مدال برنز تیمی سیستم سوئدی در بازی‌های المپیک تابستانی ۱۹۲۰ اشاره کرد.